# Lista de jogos mais vendidos para Atari 2600

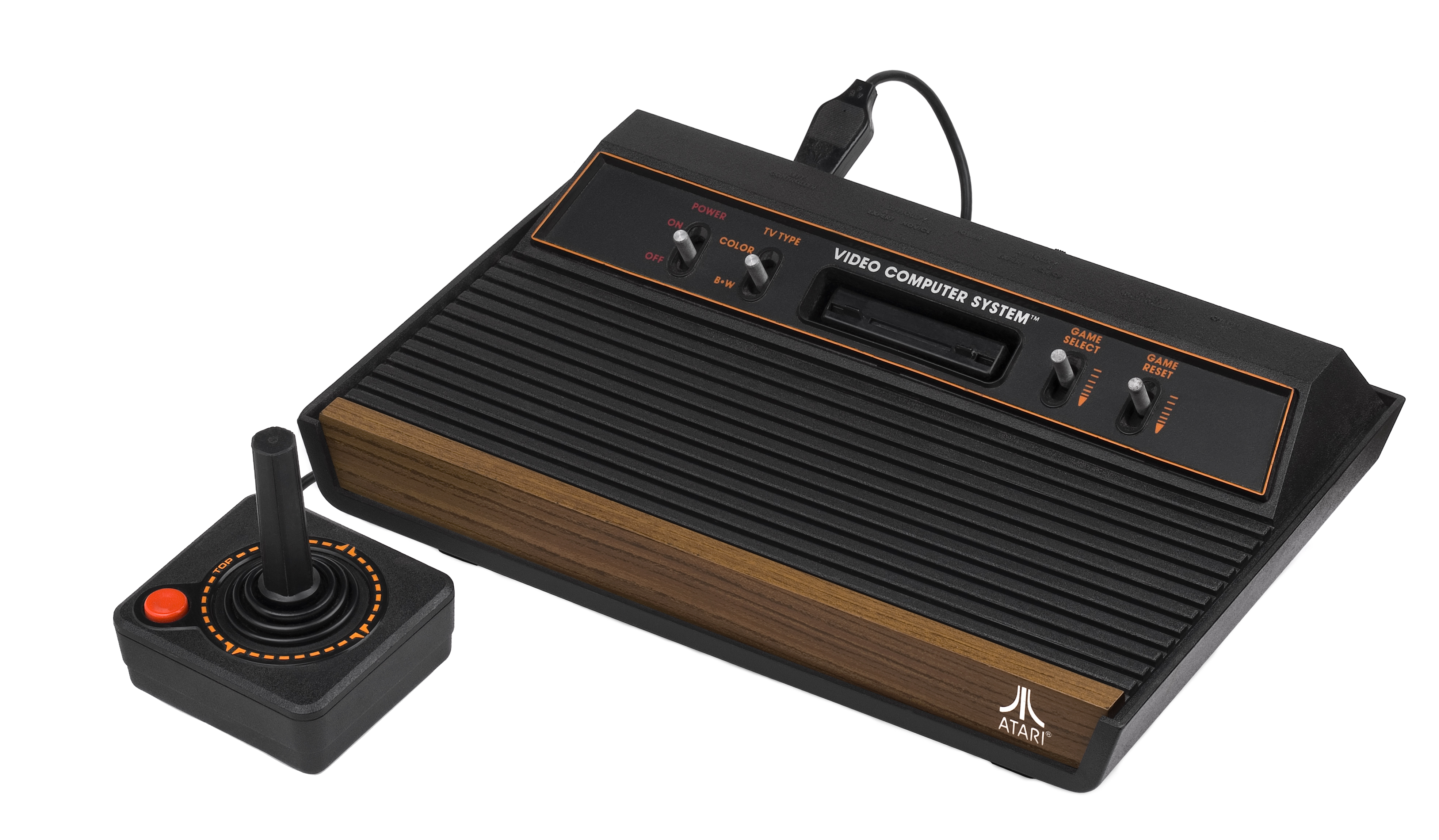
Atari 2600 modelo "folheado de madeira" de quatro interruptores

O jogo eletrônico mais vendido de todos os tempos no console Atari 2600 é o Pac-Man, um porte do jogo de arcade de mesmo nome programado por Tod Frye. Originalmente criado por Toru Iwatani e lançado em 1980, Pac-Man foi posteriormente portado para muitos consoles domésticos, começando com o Atari 2600 em 1982. Em poucos meses, ele se tornou o jogo eletrônico doméstico mais vendido de todos os tempos, com mais de 1,5 milhão de unidades encomendadas pelos clientes antes de seu lançamento. Pac-Man vendeu mais de 7,7 milhões de unidades em todo o mundo. O segundo jogo mais vendido do Atari 2600 é Pitfall!, projetado por David Crane para a Activision, que já vendeu mais de 4 milhões de unidades.
Dos 22 jogos de Atari 2600 mais vendidos, dez foram desenvolvidos e/ou publicados pela fabricante do console, Atari, Inc. Outras editoras com vários títulos no top 20 são a Activision (seis jogos), Imagic (três jogos) e Parker Brothers (dois jogos). Três dos jogos no top 20 foram programados por David Crane, três por Howard Scott Warshaw, três por Rob Fulop e dois por Bradley G. Stewart. O porte para Atari 2600 de Space Invaders, programado por Rick Maurer para o Taito, foi o primeiro jogo eletrônico a vender um milhão de cópias, enquanto o porte para console de Asteroids foi o jogo eletrônico mais vendido antes do lançamento de Pac-Man.

## Lista
| Título                             | Vendas    | Desenvolvedora(s)  | Publicadora(s)  | Programador(s)       | Lançamento          | Ref.   |
| ---------------------------------- | --------- | ------------------ | --------------- | -------------------- | ------------------- | ------ |
| Pac-Man                            | 7.700.000 | Atari, Inc.        | Atari, Inc.     | Tod Frye             | 16 de março de 1982 | [ 3 ]  |
| Pitfall!                           | 4.000.000 | Activision         | Activision      | David Crane          | 20 de abril de 1982 | [ 6 ]  |
| Asteroids                          | 3.800.000 | Atari, Inc.        | Atari, Inc.     | Bradley G. Stewart   | Julho de 1981       | [ 3 ]  |
| Missile Command                    | 2.500.000 | Atari, Inc.        | Atari, Inc.     | Rob Fulop            | 3 de março de 1981  | [ 7 ]  |
| Space Invaders                     | 2.000.000 | Atari, Inc.        | Atari, Inc.     | Rick Maurer          | 1980                | [ 8 ]  |
| Demon Attack                       | 2.000.000 | Imagic             | Imagic          | Rob Fulop            | Março de 1982       | [ 9 ]  |
| Frogger                            | 2.000.000 | Intellivision Inc. | Parker Brothers | Ed English           | Agosto de 1982      | [ 10 ] |
| E.T. the Extra-Terrestrial         | 1.500.000 | Atari, Inc.        | Atari, Inc.     | Howard Scott Warshaw | Dezembro de 1982    | [ 11 ] |
| Adventure                          | 1.000.000 | Atari, Inc.        | Atari, Inc.     | Warren Robinett      | 1980                | [ 12 ] |
| Laser Blast                        | 1.000.000 | Activision         | Activision      | David Crane          | Março de 1981       | [ 13 ] |
| Freeway                            | 1.000.000 | Activision         | Activision      | David Crane          | Julho de 1981       | [ 13 ] |
| Kaboom!                            | 1.000.000 | Activision         | Activision      | Larry Kaplan         | Julho de 1981       | [ 13 ] |
| Yars' Revenge                      | 1.000.000 | Atari, Inc.        | Atari, Inc.     | Howard Scott Warshaw | Maio de 1982        | [ 14 ] |
| Atlantis                           | 1.000.000 | Imagic             | Imagic          | Dennis Koble         | Julho de 1982       | [ 1 ]  |
| Star Wars: The Empire Strikes Back | 1.000.000 | Parker Brothers    | Parker Brothers | Rex Bradford         | Julho de 1982       | [ 10 ] |
| Cosmic Ark                         | 1.000.000 | Imagic             | Imagic          | Rob Fulop            | Agosto de 1982      | [ 9 ]  |
| Megamania                          | 1.000.000 | Activision         | Activision      | Steve Cartwright     | Setembro de 1982    | [ 1 ]  |
| Raiders of the Lost Ark            | 1.000.000 | Atari, Inc.        | Atari, Inc.     | Howard Scott Warshaw | Novembro de 1982    | [ 14 ] |
| River Raid                         | 1.000.000 | Activision         | Activision      | Carol Shaw           | Dezembro de 1982    | [ 13 ] |